# Argyreia pierreana
Argyreia pierreana là một loài thực vật có hoa trong họ Bìm bìm. Loài này được Bois mô tả khoa học đầu tiên năm 1906.